# Fotodermatitida
Fotodermatitida je zánět kůže vyvolaný přehnanou kožní reakcí na ozáření ultrafialovými paprsky. Patří mezi fotodynamie a její podstatou je patologická kvantitativní změna kůže, která vede k přecitlivělosti na světlo. Nemá nic společného s alergickou reakcí a rovněž není synonymem pro tzv. solární dermatitidu, která je normální reakcí kůže na nadměrné vystavení se slunci.
Příznakem fotodermatitidy je zčervenání a pálení pokožky, která byla vystavena světlu, v těžších případech vznikají otoky nebo puchýře. Reakce se objevuje až několik hodin po ozáření.
Zvýšená citlivost kůže bývá způsobena přítomností fotosenzibilujících látek. Tyto látky mohou být endogenního původu (typicky porfyriny při některých typech porfyrie) nebo jsou, mnohem častěji, původem z vnějšku. Všechny tyto látky mají společnou vlastnost - jsou schopné absorbovat kvanta světelné energie (o vlnové délce kratší než 330 nm (UV záření)), tím se aktivují a tuto energii pak dál předávají do okolí. Tím ve tkáních vznikají kyslíkové radikály, které poškozují membrány buněk a mohou způsobit smrt buňky nebo její nádorovou transformaci.
Jsou-li příčinou fotodermatitidy syntetické látky, mluvíme o tzv. toxické fotodermatitidě.
Příčinou mohou být:
- akridinová oranž
- akrylflavin
- dehet
- hexachlorofen
- kyselina paraaminobenzoová (PABA)
- methylkumariny
- eosin
- psolareny
- salicylanilid
- tetracyklinová antibiotika

Při fytofotodermatitidě jsou fotosenzibilizující látky rostlinného původu. U člověka a většiny dalších zvířat mluvíme o primární fotosenzibilizaci, kdy zvýšenou citlivost na světlo způsobuje fotosenzibilizátor v nezměněné podobě. U přežvýkavců může dojít k sekundární fotosenzibilizaci, kdy vlastní fotodynamická látka, fyloerytrin, vzniká až v bachoru působením bachorové mikroflóry. U zdravých zvířat je fyloerytrin, který vzniká rozkladem chlorofylu, rychle odbouráván játry. Při určitých poškozeních jater se ukládá v kůži a zapříčiní fotodermatitidu.
Příčinou mohou být:
- citrusové plody
- furanokumariny (např. v bolševníku)
- hypericin (z třezalky)
- musk ambrette (ibišek Abelmoschus moschatus )
- routa vonná